# سيمون بوليفار باكنر
وهو سياسي أمريكي ينتمي إلى الحزب الديمقراطي ولد سيمون بوليفار باكنر في الأول من شهر نيسان من سنة 1823 في ولاية كنتاكي حارب باكنر في الجيش الأمريكي في الحرب المكسيكية الأمريكية أصبح سيمون بوليفار باكنر حاكما على ولاية كنتاكي الأمريكية في سنة 1887 وقد استمر باطنر في منصبه كحاكم على الولاية إلى سنة 1891 توفي باكنر 8 كانون الثاني من سنة 1914 في ولاية كنتاكي.

## وصلات خارجية
- سيمون بوليفار باكنر على موقع الموسوعة البريطانية (الإنجليزية)